# Exprés.cat
La Xarxa d'Autobusos d'Altes Prestacions (Exprés.cat) és una xarxa de línies d'autobús interurbà a Catalunya amb major demanda de passatgers. Va entrar en funcionament el 29 d'octubre de 2012 amb 4 línies, però progressivament s'amplià el nombre de línies fins a un total de 40 repartides per l'Àrea Metropolitana de Barcelona, Girona, Tarragona i Lleida.

## Línies
La xarxa està formada per 48 línies interurbanes que són les que més demanda de passatgers tenen a Catalunya. Concretament, aquestes línies transporten 21,32 milions de passatgers, la qual cosa suposa el 40% de la demanda total a Catalunya, amb una mitjana d'ocupació de 30 viatgers/expedició.
| Demarcació de Barcelona | Demarcació de Barcelona                                                 | Demarcació de Barcelona | Demarcació de Barcelona | Demarcació de Barcelona | Demarcació de Barcelona | Demarcació de Barcelona | Demarcació de Barcelona | Demarcació de Barcelona | Demarcació de Barcelona |
| Línia                   | Itinerari                                                               | Viatgers anuals         | Viatgers anuals         | Viatgers anuals         | Viatgers anuals         | Viatgers anuals         | Viatgers anuals         | Viatgers anuals         |                         |
| Línia                   | Itinerari                                                               | 2017                    | 2019                    | 2020                    | 2021                    | 2022                    | 2023                    | 2024                    |                         |
| ----------------------- | ----------------------------------------------------------------------- | ----------------------- | ----------------------- | ----------------------- | ----------------------- | ----------------------- | ----------------------- | ----------------------- | ----------------------- |
| e1                      | Barcelona ↔ Sabadell ↔ Castellar del Vallès                             | 172.185                 | 197.581                 | 98.568                  | 122.008                 | 190.710                 | 242.798                 | 318.359                 |                         |
| e2.1                    | Barcelona ↔ Terrassa (per la C-58)                                      | 88.928                  | 99.548                  | 56.198                  | 85.867                  | 123.547                 | 153.621                 | 202.952                 |                         |
| e2.2                    | Barcelona ↔ Terrassa (per la C-16)                                      | 88.928                  | 27.025                  | 19.469                  | 21.696                  | 38.886                  | 67.008                  | 98.628                  |                         |
| e3                      | Barcelona ↔ Cerdanyola del Vallès ↔ UAB                                 | 838.774                 | 1.074.687               | 616.103                 | 1.030.785               | 1.480.573               | 1.697.947               | 2.008.700               |                         |
| e4                      | Barcelona ↔ Ripollet                                                    | 728.534                 | 898.057                 | 576.132                 | 718.155                 | 1.013.325               | 1.244.648               | 1.417.023               |                         |
| e5                      | Barcelona ↔ Igualada                                                    | 872.180                 | 965.493                 | 499.301                 | 612.506                 | 897.460                 | 968.303                 | 1.195.018               |                         |
| e6                      | Barcelona ↔ Vilafranca del Penedès                                      | 267.904                 | 292.187                 | 217.842                 | 260.727                 | 314.361                 | 398.932                 | 930.794                 |                         |
| e7                      | Barcelona ↔ Lliçà de Vall ↔ La Vall del Tenes                           | 910.656                 | 2.092.228*              | 1.118.090*              | 1.497.799*              | 2.053.029*              | 2.281.750*              | 2.933.577*              |                         |
| e8                      | Barcelona ↔ Corbera de Llobregat                                        | 775.098                 | 947.924                 | 624.069                 | 846.205                 | 1.233.196               | 1.264.623               | 1.391.407               |                         |
| e9                      | Barcelona ↔ Caldes de Montbui                                           | 1.918.008               | 2.120.112               | 1.262.262               | 1.627.293               | 2.080.787               | 2.329.486               | 2.570.414               |                         |
| e10                     | Barcelona ↔ Sentmenat                                                   | 501.018                 | 570.421                 | 337.927                 | 454.163                 | 581.100                 | 678.796                 | 776.841                 |                         |
| e11.1                   | Barcelona ↔ Mataró (Centre)                                             | 1.596.301               | 1.139.187               | 554.158                 | 778.317                 | 1.040.924               | 1.119.634               | 1.295.990               |                         |
| e11.2                   | Barcelona ↔ Mataró (Nord)                                               | 1.596.301               | 584.606                 | 298.937                 | 431.268                 | 590.443                 | 696.307                 | 800.098                 |                         |
| e12                     | Barcelona ↔ Vic                                                         | 541.090                 | 592.468                 | 268.381                 | 369.414                 | 473.336                 | 578.394                 | 838.215                 |                         |
| e13                     | Mataró ↔ Granollers ↔ Sabadell                                          | 677.085                 | 754.842                 | 399.219                 | 548.525                 | 742.570                 | 823.645                 | 943.499                 |                         |
| e14                     | Barcelona ↔ Sant Pere de Ribes                                          | 1.949.614               | 1.441.286               | 703.084                 | 998.881                 | 1.229.629               | 1.398.315               | 1.703.735               |                         |
| e15.1                   | Barcelona (Gran Via) ↔ Vilanova i la Geltrú                             | 1.949.614               | 1.441.286               | 703.084                 | 998.881                 | 1.229.629               | 1.398.315               | 1.703.735               |                         |
| e15.2                   | Barcelona (Diagonal) ↔ Vilanova i la Geltrú                             | 1.949.614               | 1.441.286               | 703.084                 | 998.881                 | 1.229.629               | 1.398.315               | 1.703.735               |                         |
| e16                     | Barcelona ↔ Sitges                                                      | 1.949.614               | 1.441.286               | 703.084                 | 998.881                 | 1.229.629               | 1.398.315               | 1.703.735               |                         |
| e17                     | Barcelona ↔ Vallirana                                                   | 1.082.565               | 1.252.180               | 753.193                 | 1.005.937               | 1.257.425               | 1.504.611               | 1.717.890               |                         |
| e18                     | Barcelona ↔ Sant Sadurní d'Anoia                                        | 196.170                 | 203.921                 | 117.952                 | 174.896                 | 225.640                 | 276.336                 | 326.262                 |                         |
| e19                     | Barcelona ↔ Alella                                                      | 176.193                 | 212.478                 | 112.540                 | 172.223                 | 247.433                 | 295.932                 | 353.751                 |                         |
| e20                     | Barcelona ↔ Sant Vicenç dels Horts ↔ Torrelles de Llobregat             | 228.532                 | 802.146                 | 498.800                 | 643.249                 | 778.526                 | 962.467                 | 1.099.104               |                         |
| e21                     | Barcelona ↔ Mollet del Vallès                                           | 475.574                 | 2.092.228*              | 1.118.090*              | 1.497.799*              | 2.053.029*              | 2.281.750*              | 2.933.577*              |                         |
| e22                     | Barcelona ↔ Manresa                                                     | -                       | 265.466                 | 130.826                 | 180.115                 | 252.753                 | 254.033                 | 309.399                 |                         |
| e23                     | Barcelona ↔ Olesa de Montserrat                                         | -                       | 118.019                 | 57.832                  | 83.624                  | 118.266                 | 136.451                 | 167.284                 |                         |
| e24                     | Barcelona ↔ Esparreguera                                                | -                       | -                       | -                       | -                       | -                       | 29.486                  | 94.381                  |                         |
| e25                     | Vilanova i la Geltrú ↔ Vilafranca del Penedès ↔ Igualada                | -                       | -                       | -                       | -                       | -                       | -                       | 5.879                   |                         |
| e26                     | Barcelona ↔ Mollet del Vallès ↔ Parets del Vallès                       | -                       | 2.092.228*              | 1.118.090*              | 1.497.799*              | 2.053.029*              | 2.281.750*              | 2.933.577*              |                         |
| Línies futures          |                                                                         |                         |                         |                         |                         |                         |                         |                         |                         |
| e27                     | Barcelona ↔ Berga                                                       | -                       | -                       | -                       | -                       | -                       | -                       | -                       |                         |
| e28                     | Manresa ↔ Berga                                                         | -                       | -                       | -                       | -                       | -                       | -                       | -                       |                         |
| e29                     | Manresa ↔ Igualada                                                      | -                       | -                       | -                       | -                       | -                       | -                       | -                       |                         |
| e30                     | Vilanova i la Geltrú ↔ Vilafranca del Penedès Conversió de l'actual L68 | -                       | -                       | -                       | -                       | -                       | -                       | -                       |                         |
| e31                     | Martorell ↔ Terrassa                                                    | -                       | -                       | -                       | -                       | -                       | -                       | -                       |                         |
| e32                     | Igualada ↔ Terrassa                                                     | -                       | -                       | -                       | -                       | -                       | -                       | -                       |                         |
| e33                     | Mataró ↔ UAB Conversió de l'actual 865                                  | -                       | -                       | -                       | -                       | -                       | -                       | -                       |                         |
| e34                     | Barcelona ↔ Vilassar de Dalt Conversió dels actuals 803 i 806           | -                       | -                       | -                       | -                       | -                       | -                       | -                       |                         |
| e35                     | Barcelona ↔ Premià de Mar Conversió de l'actual 804                     | -                       | -                       | -                       | -                       | -                       | -                       | -                       |                         |
| e36                     | Barcelona ↔ Premià de Dalt                                              | -                       | -                       | -                       | -                       | -                       | -                       | -                       |                         |
| e37                     | Barcelona ↔ Calella ↔ Pineda de Mar                                     | -                       | -                       | -                       | -                       | -                       | -                       | -                       |                         |
| e38                     | Barcelona ↔ Cabrera de Mar ↔ Argentona Conversió de l'actual 807        | -                       | -                       | -                       | -                       | -                       | -                       | -                       |                         |
| e39                     | Barcelona ↔ El Masnou ↔ Teià                                            | -                       | -                       | -                       | -                       | -                       | -                       | -                       |                         |
| e40                     | Barcelona ↔ Gelida ↔ Sant Llorenç d'Hortons Conversió de l'actual L1731 | -                       | -                       | -                       | -                       | -                       | -                       | -                       |                         |
| e41                     | Barcelona ↔ Pallejà ↔ Sant Andreu de la Barca Conversió de l'actual L63 | -                       | -                       | -                       | -                       | -                       | -                       | -                       |                         |
| e42                     | Barcelona ↔ Blanes ↔ Tordera Conversió de l'actual 621                  | -                       | -                       | -                       | -                       | -                       | -                       | -                       |                         |
| e43                     | Barcelona ↔ Blanes ↔ Lloret de Mar                                      | -                       | -                       | -                       | -                       | -                       | -                       | -                       |                         |
| Total:                  | Total:                                                                  | 13.996.409              | 16.651.862              | 9.320.883               | 12.663.653              | 16.963.919              | 19.403.523              | 23.499.200              |                         |

* Inclou les línies e7, e21 i e26.

| Demarcació de Tarragona | Demarcació de Tarragona                                   | Demarcació de Tarragona | Demarcació de Tarragona | Demarcació de Tarragona | Demarcació de Tarragona | Demarcació de Tarragona | Demarcació de Tarragona | Demarcació de Tarragona | Demarcació de Tarragona |
| Línia                   | Itinerari                                                 | Viatgers anuals         | Viatgers anuals         | Viatgers anuals         | Viatgers anuals         | Viatgers anuals         | Viatgers anuals         | Viatgers anuals         |                         |
| Línia                   | Itinerari                                                 | 2017                    | 2019                    | 2020                    | 2021                    | 2022                    | 2023                    | 2024                    |                         |
| ----------------------- | --------------------------------------------------------- | ----------------------- | ----------------------- | ----------------------- | ----------------------- | ----------------------- | ----------------------- | ----------------------- | ----------------------- |
| e1                      | Tarragona ↔ Torredembarra ↔ El Vendrell                   | 553.185                 | 615.499                 | 358.440                 | 457.208                 | 566.075                 | 635.998                 | 718.029                 |                         |
| e2                      | Tarragona ↔ Valls                                         | 99.263                  | 169.067                 | 81.654                  | 120.486                 | 152.851                 | 154.592                 | 178.318                 |                         |
| e3                      | Tortosa ↔ Amposta ↔ La Ràpita ↔ Alcanar                   | 316.414                 | 374.354                 | 247.256                 | 330.149                 | 414.694                 | 463.633                 | 504.665                 |                         |
| e4                      | Tarragona ↔ Reus                                          | 883.285                 | 1.009.554               | 562.711                 | 753.620                 | 988.563                 | 1.138.673               | 1.282.814               |                         |
| e5                      | Reus ↔ Salou                                              | 514.363                 | 554.370                 | 234.828                 | 361.862                 | 500.027                 | 508.069                 | 737.624                 |                         |
| e6                      | Tarragona ↔ Vila-seca ↔ Salou                             | 294.290                 | 355.148                 | 146.792                 | 225.732                 | 293.867                 | 310.699                 | 374.346                 |                         |
| e7                      | Tarragona ↔ Cambrils                                      | 195.565                 | 247.620                 | 114.829                 | 150.672                 | 211.952                 | 258.450                 | 303.493                 |                         |
| Línies futures          |                                                           |                         |                         |                         |                         |                         |                         |                         |                         |
| e8                      | Cambrils ↔ Reus Conversió de l'actual L1763               | -                       | -                       | -                       | -                       | -                       | -                       | -                       |                         |
| e9                      | Tortosa ↔ Sant Jaume d'Enveja Conversió de l'actual L1602 | -                       | -                       | -                       | -                       | -                       | -                       | -                       |                         |
| e10                     | Cambrils ↔ Camp de Tarragona Conversió de l'actual L1815  | -                       | -                       | -                       | -                       | -                       | -                       | -                       |                         |
| e11                     | Reus ↔ Camp de Tarragona Conversió de l'actual L1287      | -                       | -                       | -                       | -                       | -                       | -                       | -                       |                         |
| e12                     | Tarragona ↔ Alcanar Conversió de l'actual L1010           | -                       | -                       | -                       | -                       | -                       | -                       | -                       |                         |
| e13                     | Tarragona ↔ Montblanc                                     | -                       | -                       | -                       | -                       | -                       | -                       | -                       |                         |
| e14                     | Valls ↔ La Bisbal del Penedès ↔ El Vendrell ↔ Calafell    | -                       | -                       | -                       | -                       | -                       | -                       | -                       |                         |
| Total:                  | Total:                                                    | 2.856.365               | 3.325.612               | 1.746.510               | 2.399.729               | 3.128.029               | 3.470.114               | 4.099.289               |                         |

| Demarcació de Girona | Demarcació de Girona                                             | Demarcació de Girona | Demarcació de Girona | Demarcació de Girona | Demarcació de Girona | Demarcació de Girona | Demarcació de Girona | Demarcació de Girona | Demarcació de Girona |
| Línia                | Itinerari                                                        | Viatgers anuals      | Viatgers anuals      | Viatgers anuals      | Viatgers anuals      | Viatgers anuals      | Viatgers anuals      | Viatgers anuals      |                      |
| Línia                | Itinerari                                                        | 2017                 | 2019                 | 2020                 | 2021                 | 2022                 | 2023                 | 2024                 |                      |
| -------------------- | ---------------------------------------------------------------- | -------------------- | -------------------- | -------------------- | -------------------- | -------------------- | -------------------- | -------------------- | -------------------- |
| e1                   | Girona ↔ Olot                                                    | 105.594              | 118.583              | 61.573               | 93.131               | 116.151              | 125.302              | 136.588              |                      |
| e2                   | Girona ↔ Torroella de Montgrí ↔ L'Estartit                       | 120.915              | 136.056              | 63.220               | 100.952              | 130.416              | 130.592              | 131.735              |                      |
| e3                   | Girona ↔ Palamós ↔ Palafrugell                                   | 582.997              | 645.389              | 360.607              | 499.209              | 643.661              | 746.081              | 815.213              |                      |
| e4                   | Girona ↔ Vidreres ↔ Lloret de Mar                                | 224.718              | 309.428              | 138.044              | 197.223              | 304.656              | 375.986              | 427.419              |                      |
| e5                   | Girona ↔ Santa Coloma de Farners ↔ Sant Hilari Sacalm ↔ Arbúcies | 51.923               | 229.402              | 112.145              | 186.949              | 225.863              | 266.085              | 315.047              |                      |
| e6                   | Figueres ↔ Roses                                                 | -                    | 433.541              | 240.274              | 344.036              | 473.380              | 569.262              | 613.670              |                      |
| Línies futures       |                                                                  |                      |                      |                      |                      |                      |                      |                      |                      |
| e7                   | Blanes ↔ Lloret de Mar                                           | -                    | -                    | -                    | -                    | -                    | -                    | -                    |                      |
| e8                   | Girona ↔ Blanes                                                  | -                    | -                    | -                    | -                    | -                    | -                    | -                    |                      |
| e9                   | Girona ↔ Flaçà ↔ La Bisbal d'Empordà ↔ Palafrugell               | -                    | -                    | -                    | -                    | -                    | -                    | -                    |                      |
| e10                  | Girona ↔ Sant Feliu de Guíxols                                   | -                    | -                    | -                    | -                    | -                    | -                    | -                    |                      |
| e11                  | Figueres ↔ L'Escala ↔ Torroella de Montgrí                       | -                    | -                    | -                    | -                    | -                    | -                    | -                    |                      |
| Total:               | Total:                                                           | 1.086.147            | 1.872.399            | 975.863              | 1.421.500            | 1.894.127            | 2.213.308            | 2.439.672            |                      |

| Demarcació de Lleida | Demarcació de Lleida                                 | Demarcació de Lleida | Demarcació de Lleida | Demarcació de Lleida | Demarcació de Lleida | Demarcació de Lleida | Demarcació de Lleida | Demarcació de Lleida | Demarcació de Lleida |
| Línia                | Itinerari                                            | Viatgers anuals      | Viatgers anuals      | Viatgers anuals      | Viatgers anuals      | Viatgers anuals      | Viatgers anuals      | Viatgers anuals      |                      |
| Línia                | Itinerari                                            | 2017                 | 2019                 | 2020                 | 2021                 | 2022                 | 2023                 | 2024                 |                      |
| -------------------- | ---------------------------------------------------- | -------------------- | -------------------- | -------------------- | -------------------- | -------------------- | -------------------- | -------------------- | -------------------- |
| e1                   | Lleida ↔ Tàrrega ↔ Cervera                           | 219.161              | 236.368              | 136.500              | 196.353              | 262.344              | 261.220              | 254.094              |                      |
| e2                   | Lleida ↔ Alfarràs                                    | 292.424              | 326.321              | 179.571              | 248.724              | 321.312              | 406.869              | 455.476              |                      |
| e3                   | Lleida ↔ Alcarràs                                    | 34.349               | 157.632              | 99.336               | 133.221              | 164.308              | 200.486              | 234.842              |                      |
| e4                   | Lleida ↔ Alpicat                                     | -                    | 76.476               | 93.268               | 120.729              | 142.254              | 167.504              | 203.893              |                      |
| e5                   | Lleida ↔ Almacelles                                  | -                    | 105.200              | 49.603               | 91.500               | 138.248              | 169.852              | 193.527              |                      |
| e6                   | Lleida ↔ Les Borges Blanques                         | -                    | -                    | -                    | 27.963               | 127.325              | 169.683              | 201.493              |                      |
| Línies futures       |                                                      |                      |                      |                      |                      |                      |                      |                      |                      |
| e2.2                 | Lleida ↔ Torrefarrera ↔ Rosselló de Segrià           | -                    | -                    | -                    | -                    | -                    | -                    | -                    |                      |
| e7                   | Lleida ↔ Balaguer                                    | -                    | -                    | -                    | -                    | -                    | -                    | -                    |                      |
| e8                   | Lleida ↔ Massalcoreig Conversió de l'actual L1652    | -                    | -                    | -                    | -                    | -                    | -                    | -                    |                      |
| e9                   | Lleida ↔ Torres de Segre Conversió de l'actual L0756 | -                    | -                    | -                    | -                    | -                    | -                    | -                    |                      |
| Total:               | Total:                                               | 545.934              | 901.997              | 558.278              | 818.490              | 1.155.791            | 1.375.614            | 1.543.325            |                      |

| Transversals   | Transversals                                 | Transversals    | Transversals    | Transversals    | Transversals    | Transversals    | Transversals    | Transversals    | Transversals   |
| Línia          | Itinerari                                    | Viatgers anuals | Viatgers anuals | Viatgers anuals | Viatgers anuals | Viatgers anuals | Viatgers anuals | Viatgers anuals |                |
| Línia          | Itinerari                                    | 2017            | 2019            | 2020            | 2021            | 2022            | 2023            | 2024            |                |
| Línies futures | Línies futures                               | Línies futures  | Línies futures  | Línies futures  | Línies futures  | Línies futures  | Línies futures  | Línies futures  | Línies futures |
| -------------- | -------------------------------------------- | --------------- | --------------- | --------------- | --------------- | --------------- | --------------- | --------------- | -------------- |
| e70            | Lleida ↔ Montblanc ↔ Tarragona               | -               | -               | -               | -               | -               | -               | -               |                |
| e71            | Lleida ↔ Girona Conversió de l'actual Eixbus | -               | -               | -               | -               | -               | -               | -               |                |
| e72            | Lleida ↔ Tortosa                             | -               | -               | -               | -               | -               | -               | -               |                |
| Total:         | Total:                                       | -               | -               | -               | -               | -               | -               | -               |                |